# August Zamoyski (1811–1889)
August Zamoyski (ur. 18 listopada 1811, zm. 23 lutego 1889) – polski hrabia, ziemianin, szósty syn Stanisława Kostki Zamoyskiego, XII ordynata na Zamościu, i Zofii z Czartoryskich Zamoyskiej, córki Adama Kazimierza. Założyciel włodawskiej gałęzi rodu Zamoyskich, uczestnik powstania listopadowego. Spokrewniony z Działyńskimi i Sapiehami. Uczeń Stanisława Staszica.

## Życiorys
Po wybuchu powstania listopadowego powrócił ze szkoły w Genewie. Był uczestnikiem powstania w szeregach sformowanego sumptem Zamoyskich 5 Pułku Ułanów. 20 kwietnia 1831 r. awansowany został na podporucznika rozkazem generałów Jana Zygmunta Skrzyneckiego i Wojciecha Chrzanowskiego. Brał udział w bitwach pod Kuflewem (25 kwietnia 1831) i pod Ostrołęką (26 maja 1831).
Rysopis 25-letniego Augusta dla potrzeb paszportowych mówił o mężczyźnie „wzrostu słusznego, oczów czarnych, twarzy ciągłej i nosa miernego”.
August Zamoyski właścicielem dóbr włodawskich został w 1837 r. W 1843 r. ożenił się z Elfrydą Tyzenhauz, córką Rudolfa na Żołudku, pułkownika artylerii wojsk napoleońskich i Genowefy z Pusłowskich. Wraz z żoną byli głęboko religijni i w takiej atmosferze wychowywali swoje dzieci: Elżbietę (wzgl. Elizę, zamężna z Ignacym Krasicki), Marię, Annę oraz Augusta Adama, Tomasza. Dalszych troje: Wacław, Andrzej i Zofia zmarło w dzieciństwie.
Był inicjatorem wielu przedsięwzięć o charakterze gospodarczym, społecznym i oświatowo-kulturowym. Odrestaurował po pożarze siedzibę rodu – pałac w Różance. Wykazywał troskę o szkolnictwo, dzięki czemu Zamoyscy swoimi środkami finansowymi, jak i pomocy naturalnej, utrzymywali miejscowa szkołę początkową, a także inne szkoły w dobrach rozlokowane we wsiach Kaplonosy, Krasówka, Korolówka, Lubień, Okuninka, Orchówek, Suchawa, Wyryki, Żuków i Żdżarka.
August Zamoyski pozostał właścicielem dóbr do śmierci 23 lutego 1889. Pochowano go w krypcie kościoła pw. św. Ludwika we Włodawie w części poświęconej Zamoyskim. W miejscu pochówku znajduje się 8 trumien. Należą do Augusta Zamoyskiego i Elfrydy Tyzenhauz Zamoyskiej z dziećmi oraz siostry Elfrydy, Józefy Tyzenhauz (żony Konstantego Potockiego z Peczary) wraz z dziećmi. Stosowna inskrypcja znajduje się na tablicy w głównej części podziemi.
Jego wnukiem był August Krasicki, który poświęcił mu swój Dziennik z kampanji rosyjskiej Krasickiego Augusta, porucznika w Sztabie Komendy Polskich Legjonów 1914-1916, spisywany podczas służby w szeregach Legionów Polskich (wyd. 1934).